# Garrha
Garrha är ett släkte av fjärilar. Garrha ingår i familjen praktmalar, Oecophoridae.
Kladogram enligt Catalogue of Life:
| Garrha | \| \| Garrha hepatitis \| \| \| \| \| \| Garrha sincerella \| \| \| \| |
|        | \| \| Garrha hepatitis \| \| \| \| \| \| Garrha sincerella \| \| \| \| |
|        | Garrha hepatitis                                                       |
|        |                                                                        |
|        | Garrha sincerella                                                      |
|        |                                                                        |

## Bildgalleri

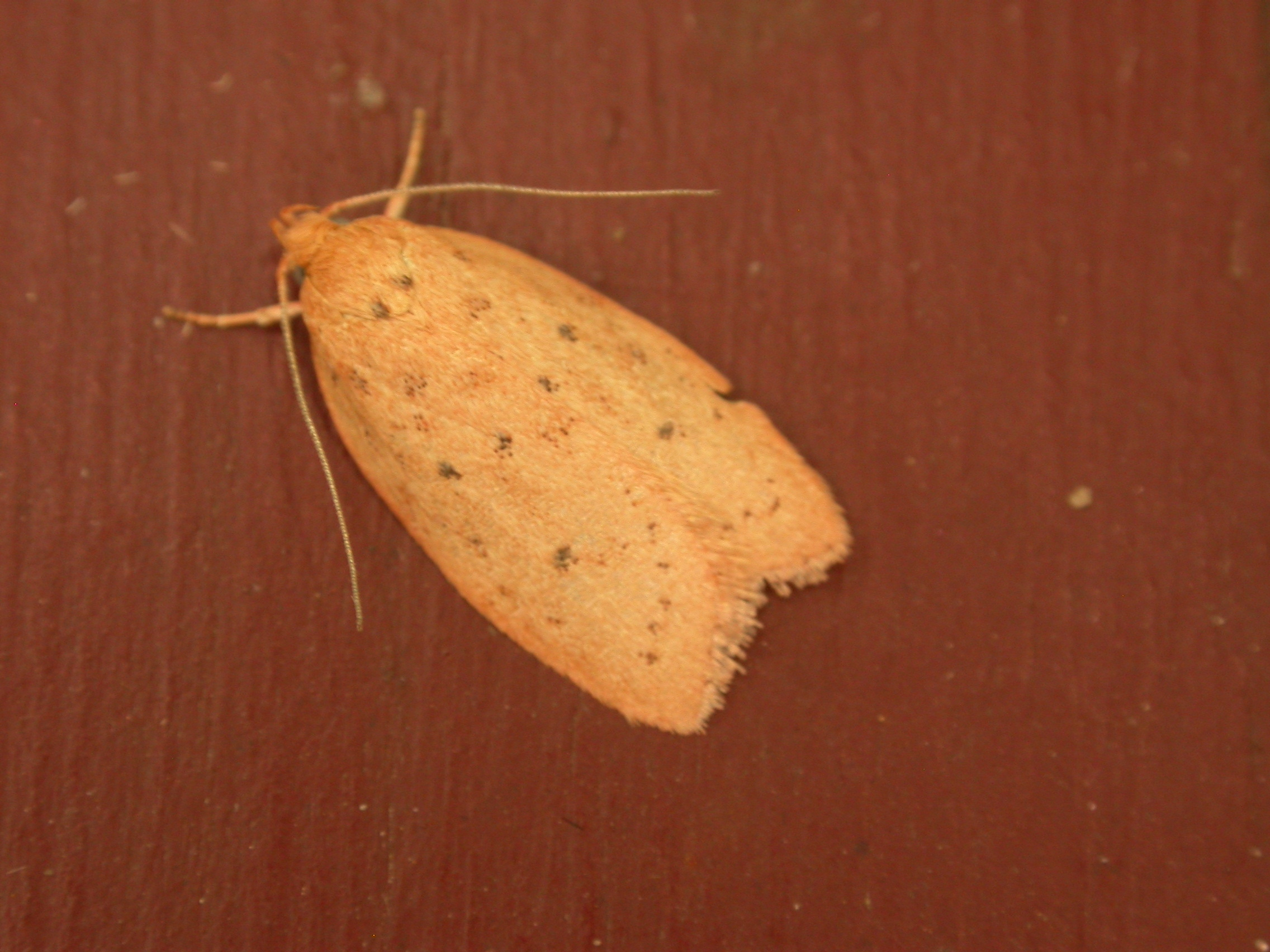
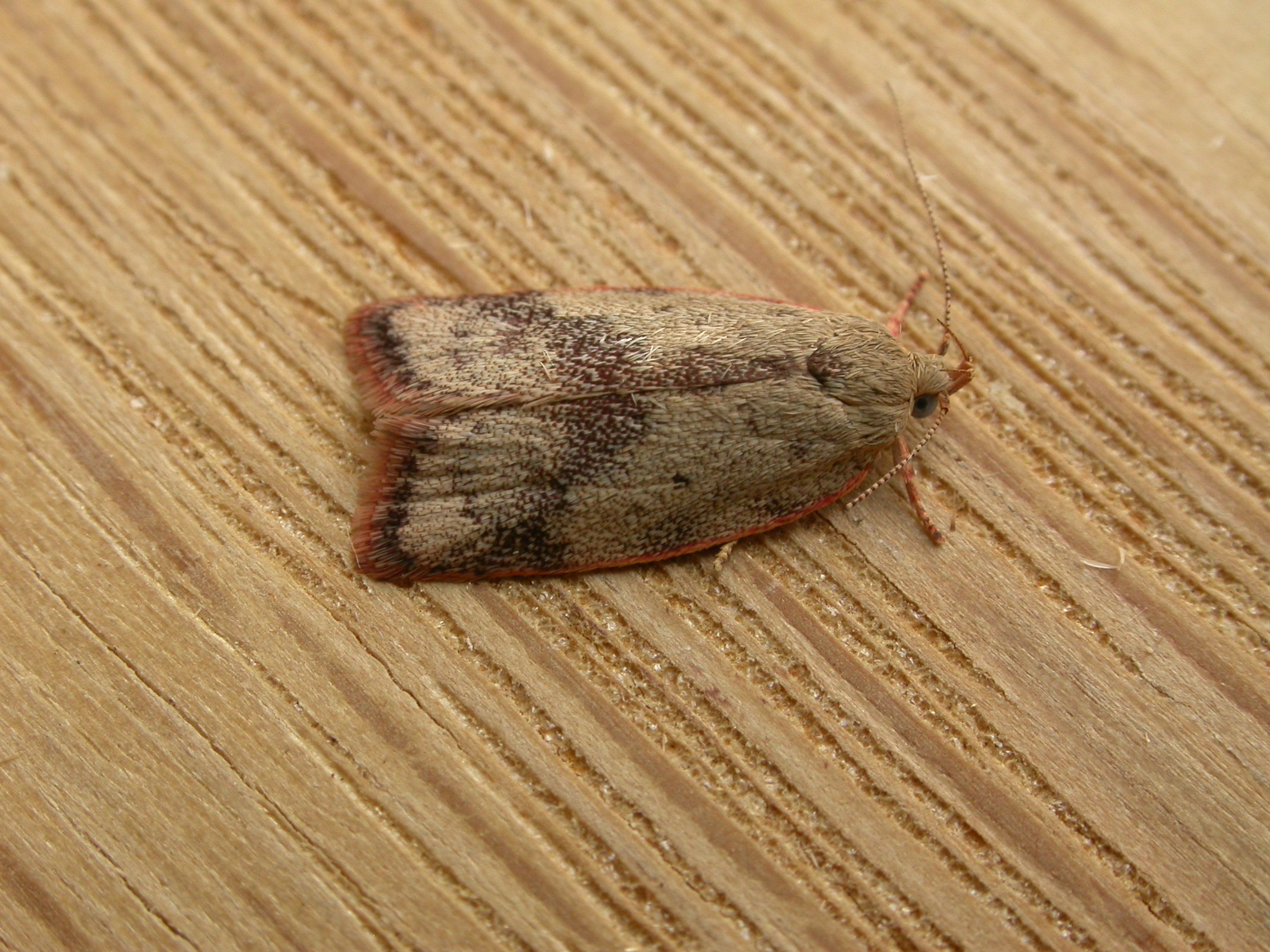
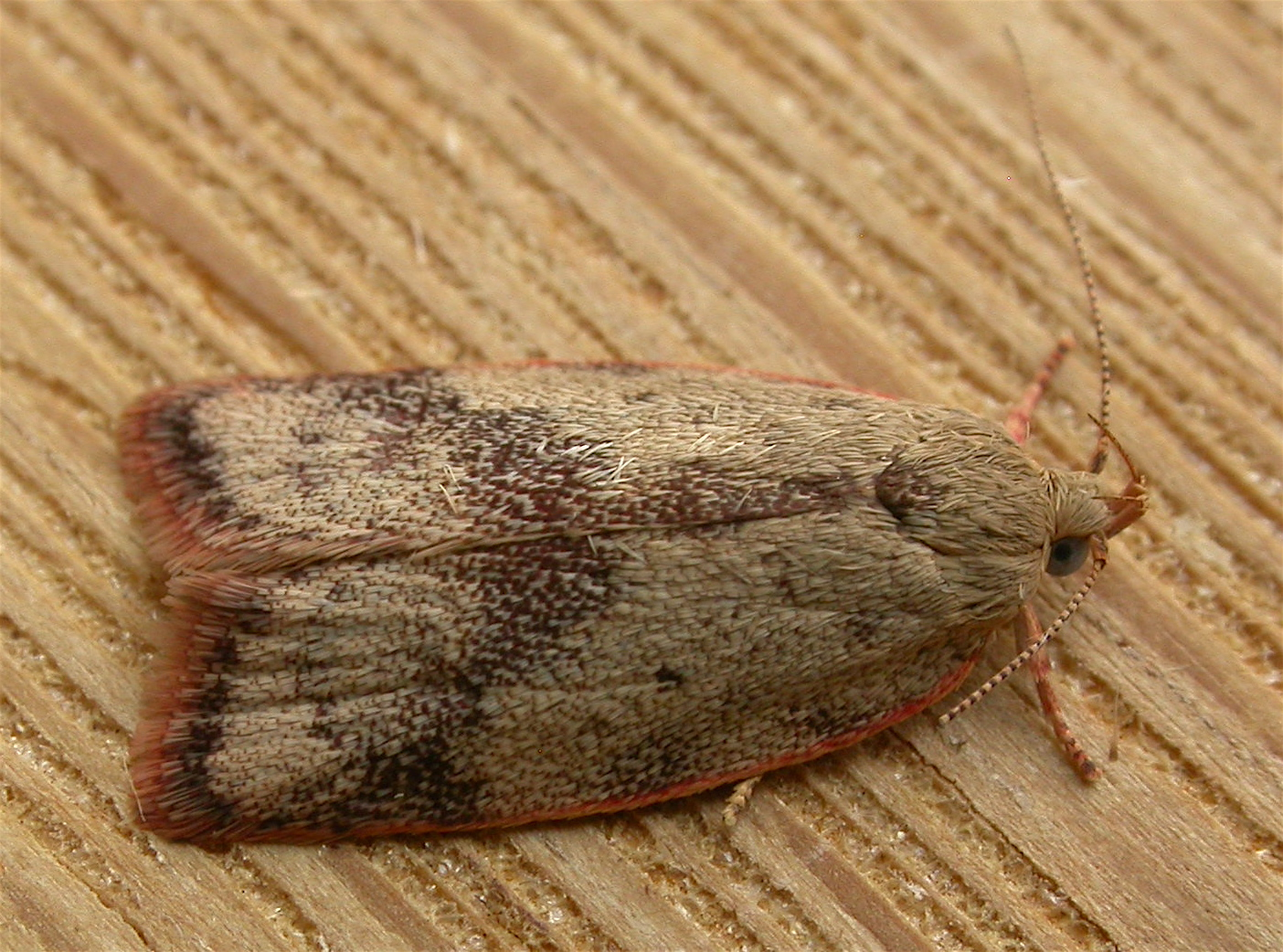
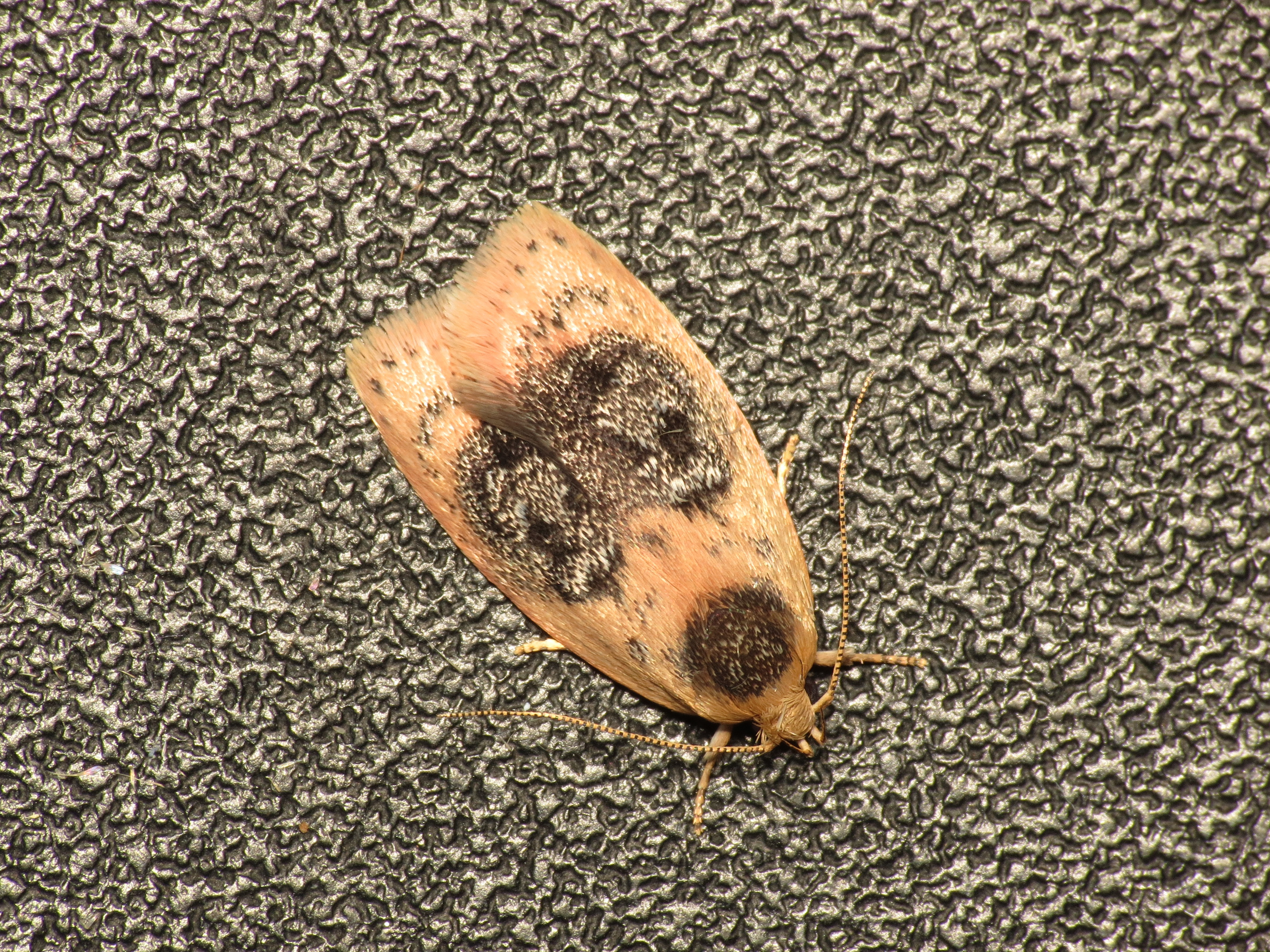
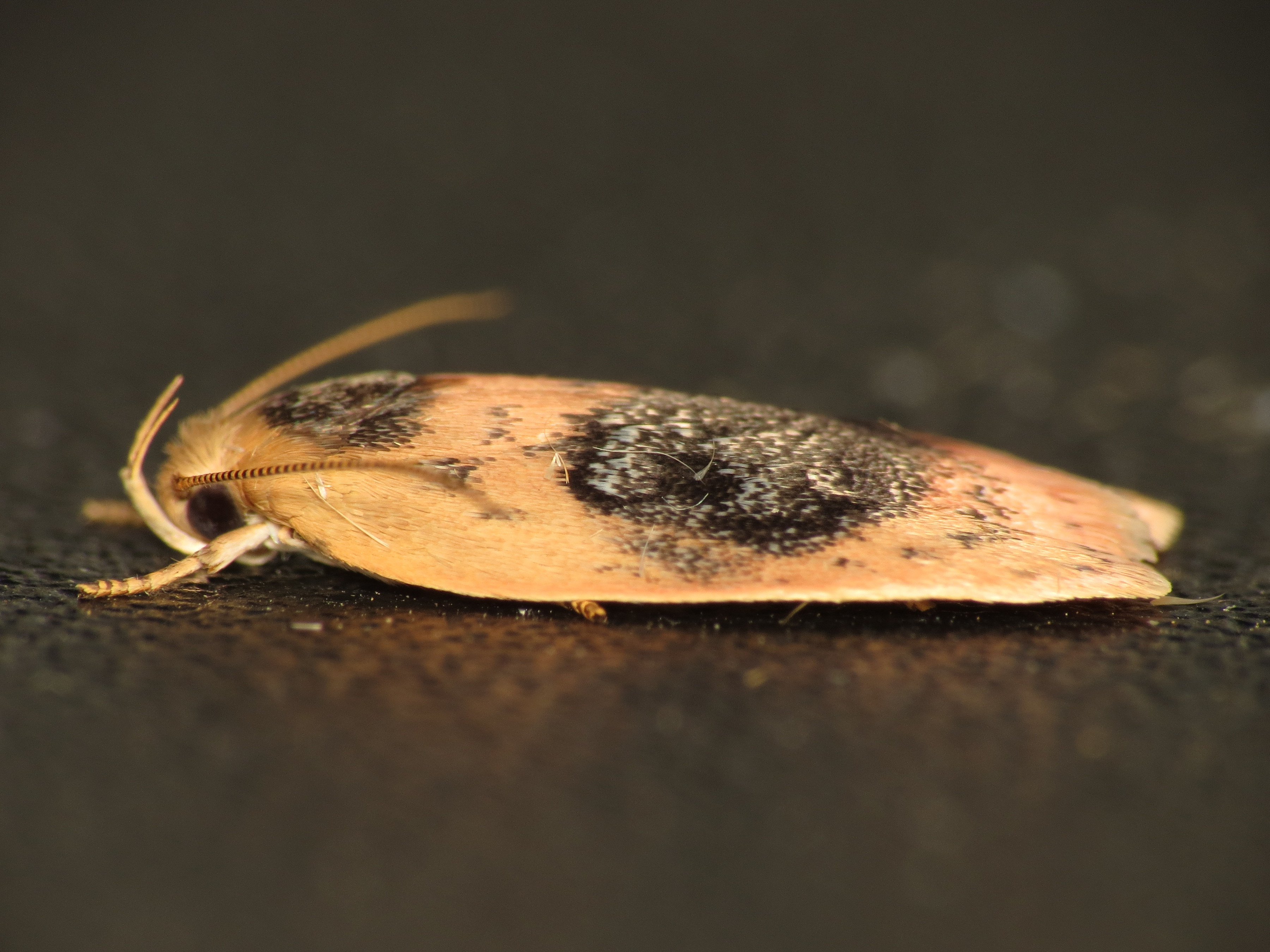
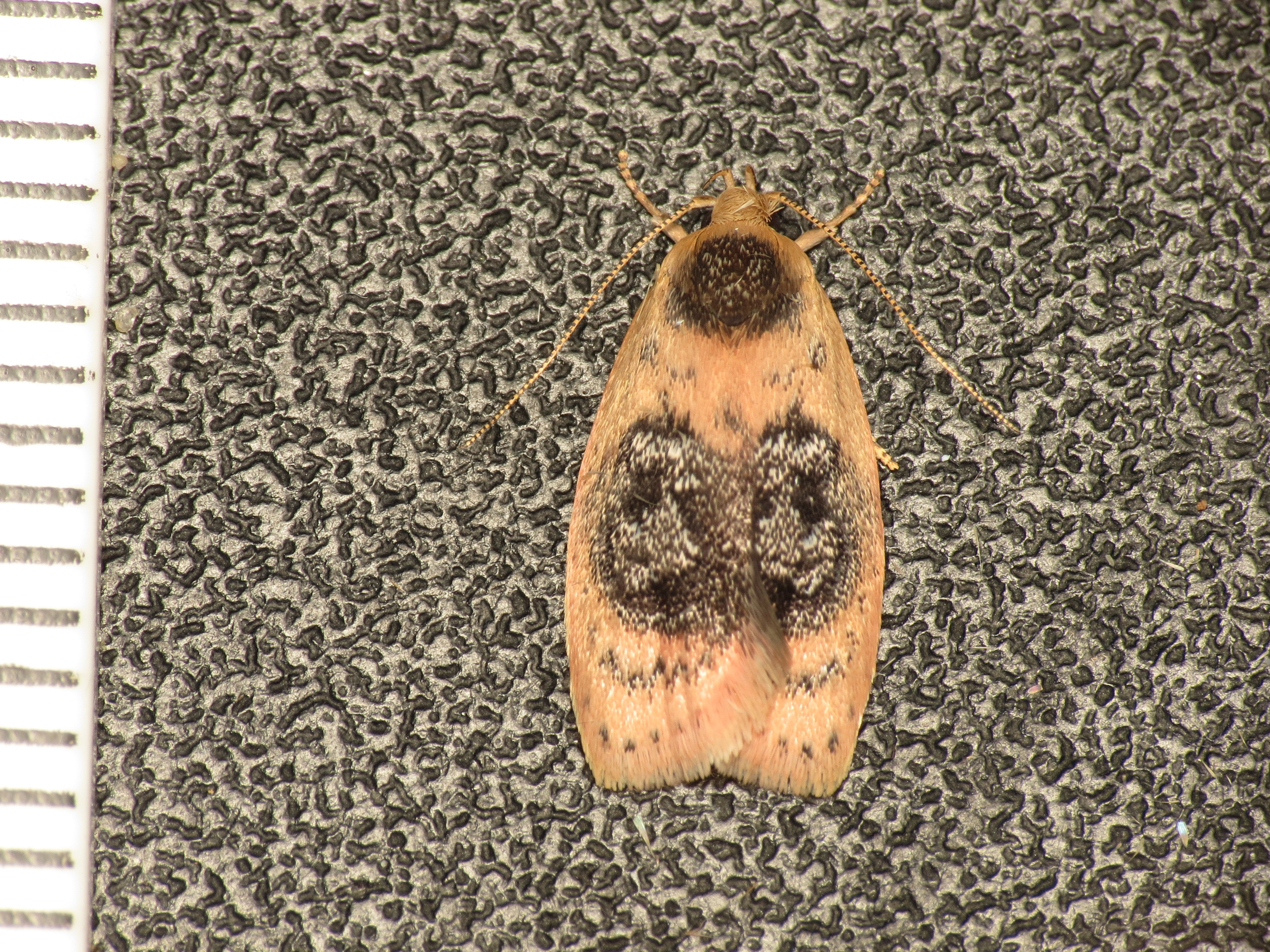